# Karol Jaroszyński

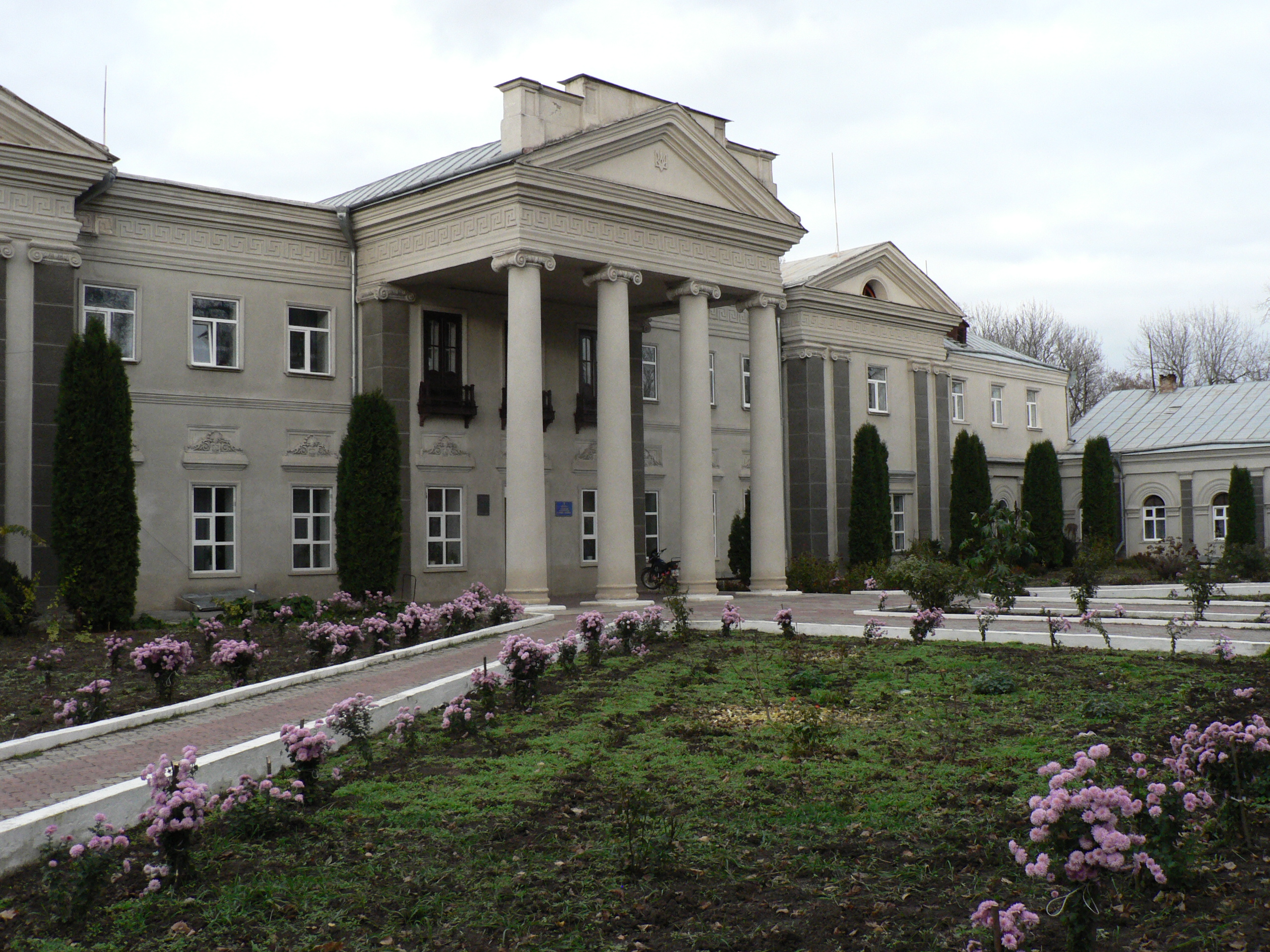
Pałac Czetwertyńskich/Jaroszyńskich w Antopolu w obwodzie Winnickim na Ukrainie

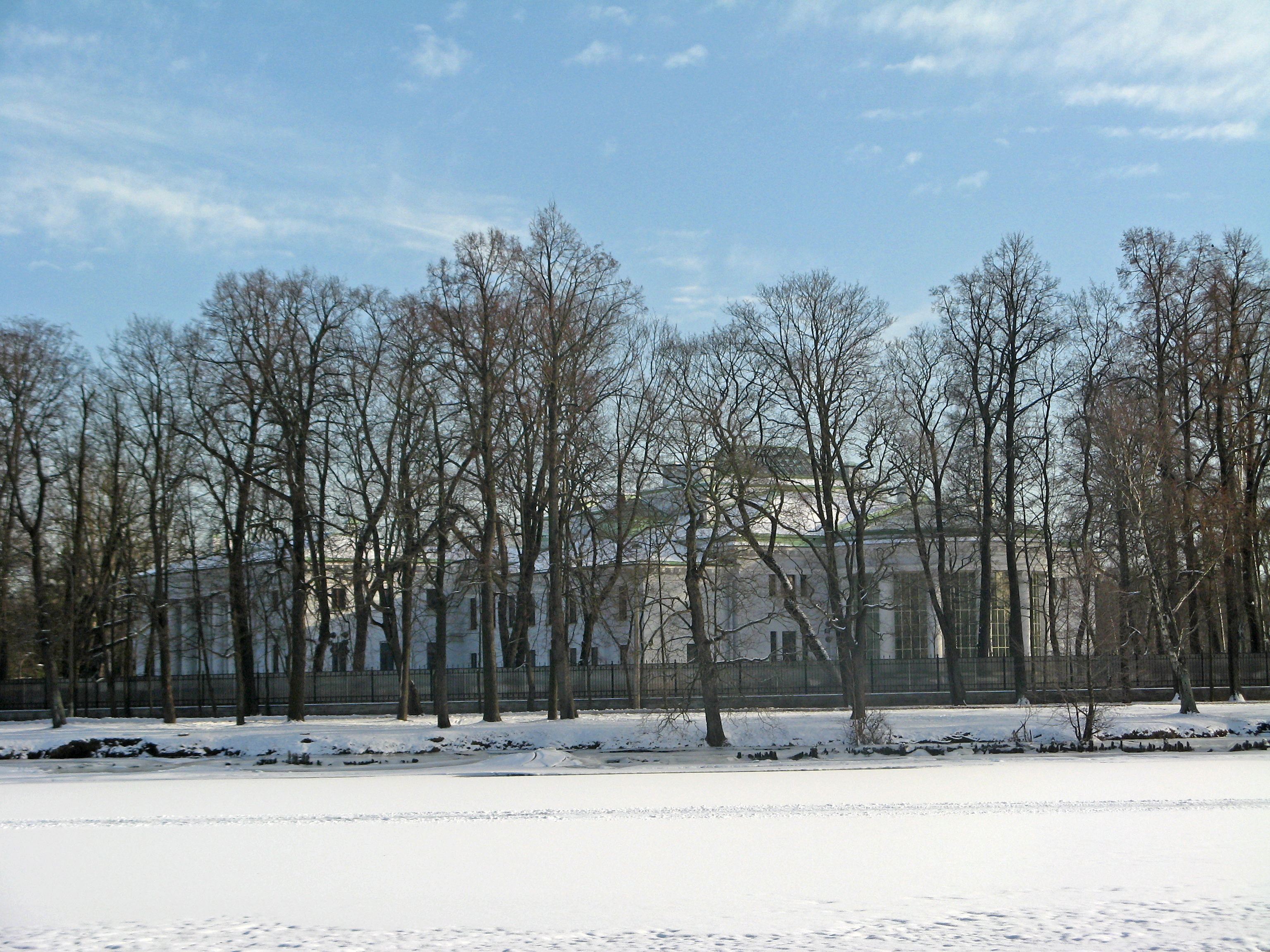
Rezydencja Karola Jaroszyńskiego w Petersburgu w tzw. „Pałacu/Daczy Połowcowa” na Kamiennej Wyspie

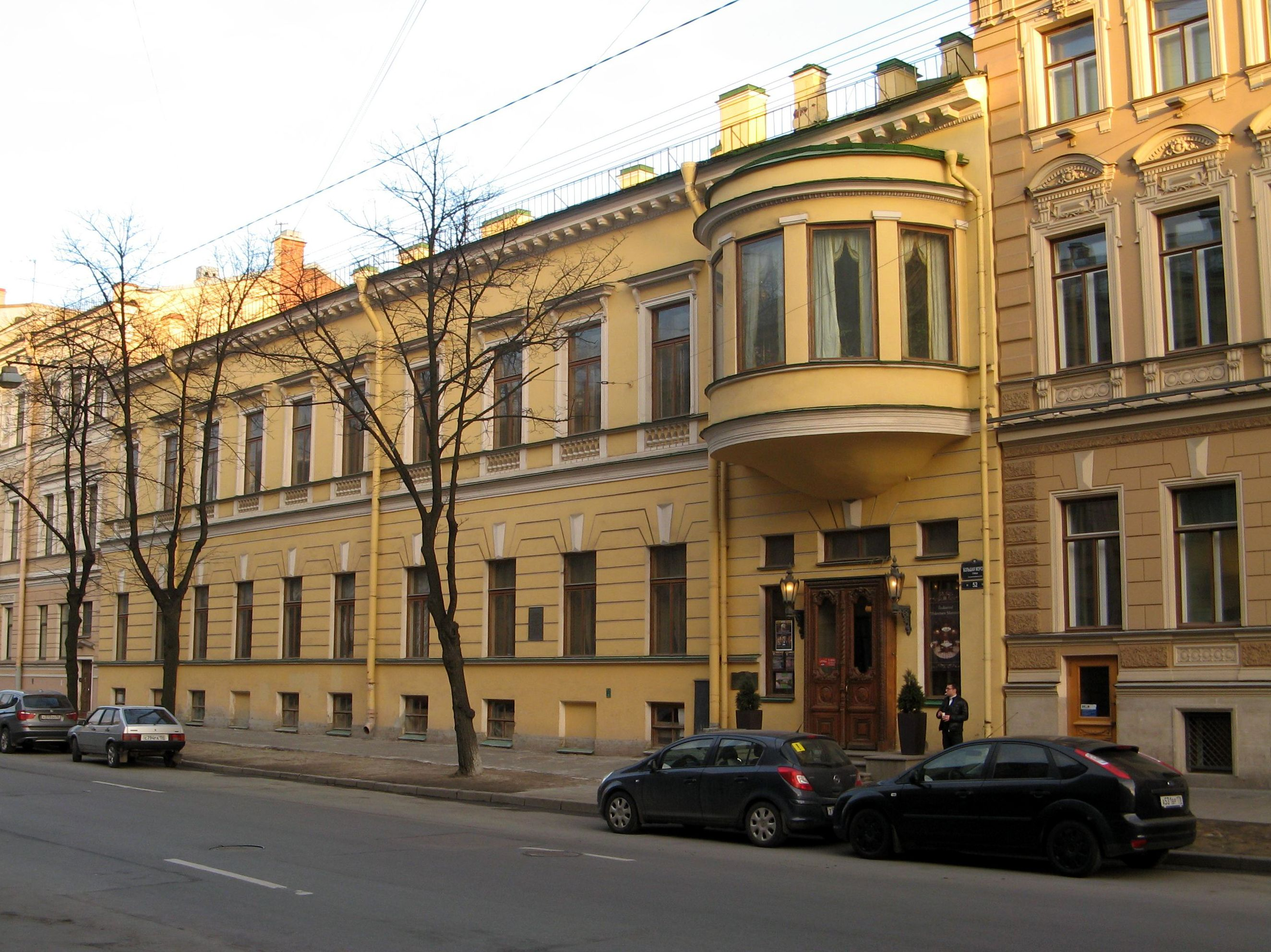
Rezydencja Karola Jaroszyńskiego w Petersburgu w tzw. „Domu Połowcowa” przy ul. B. Morskiej 52

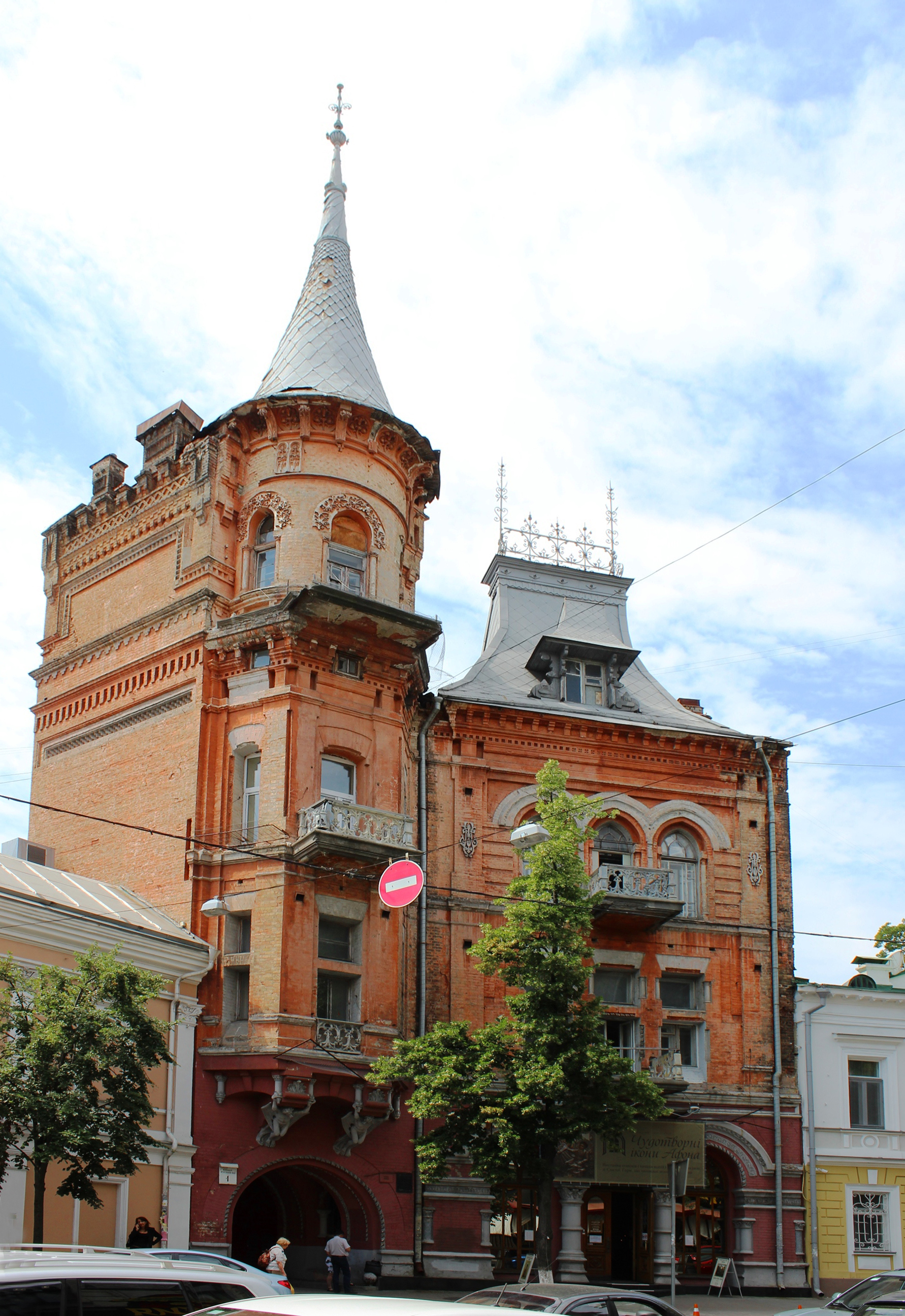
Pałacyk Podgórskiego w Kijowie przy Wale Jarosława 1, nazywany też „Zamkiem Barona”, należący od 1907 do Karola Jaroszyńskiego

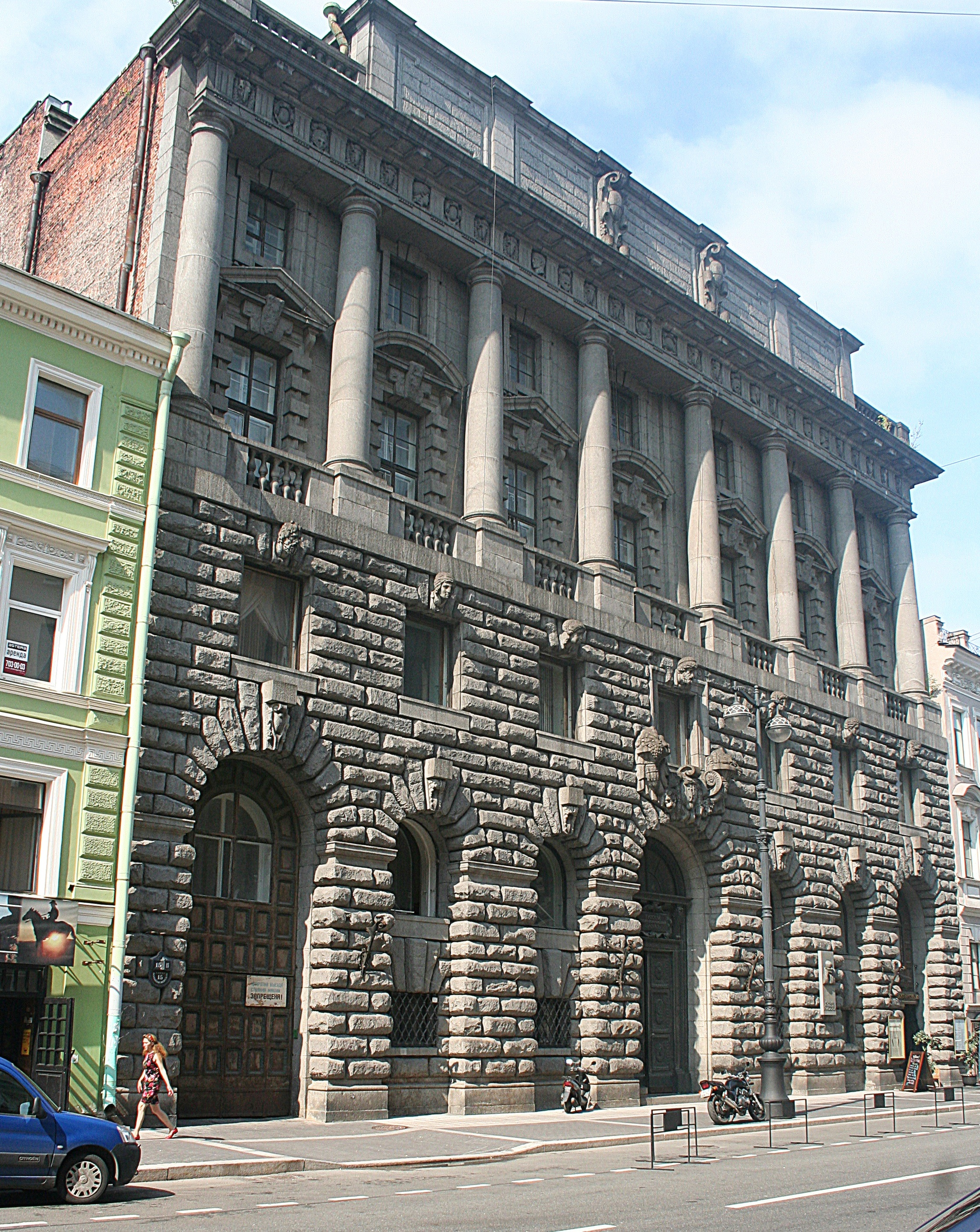
Była siedziba Rosyjskiego Banku Handlowo-Przemysłowego w Petersburgu przy B. Morskiej 15

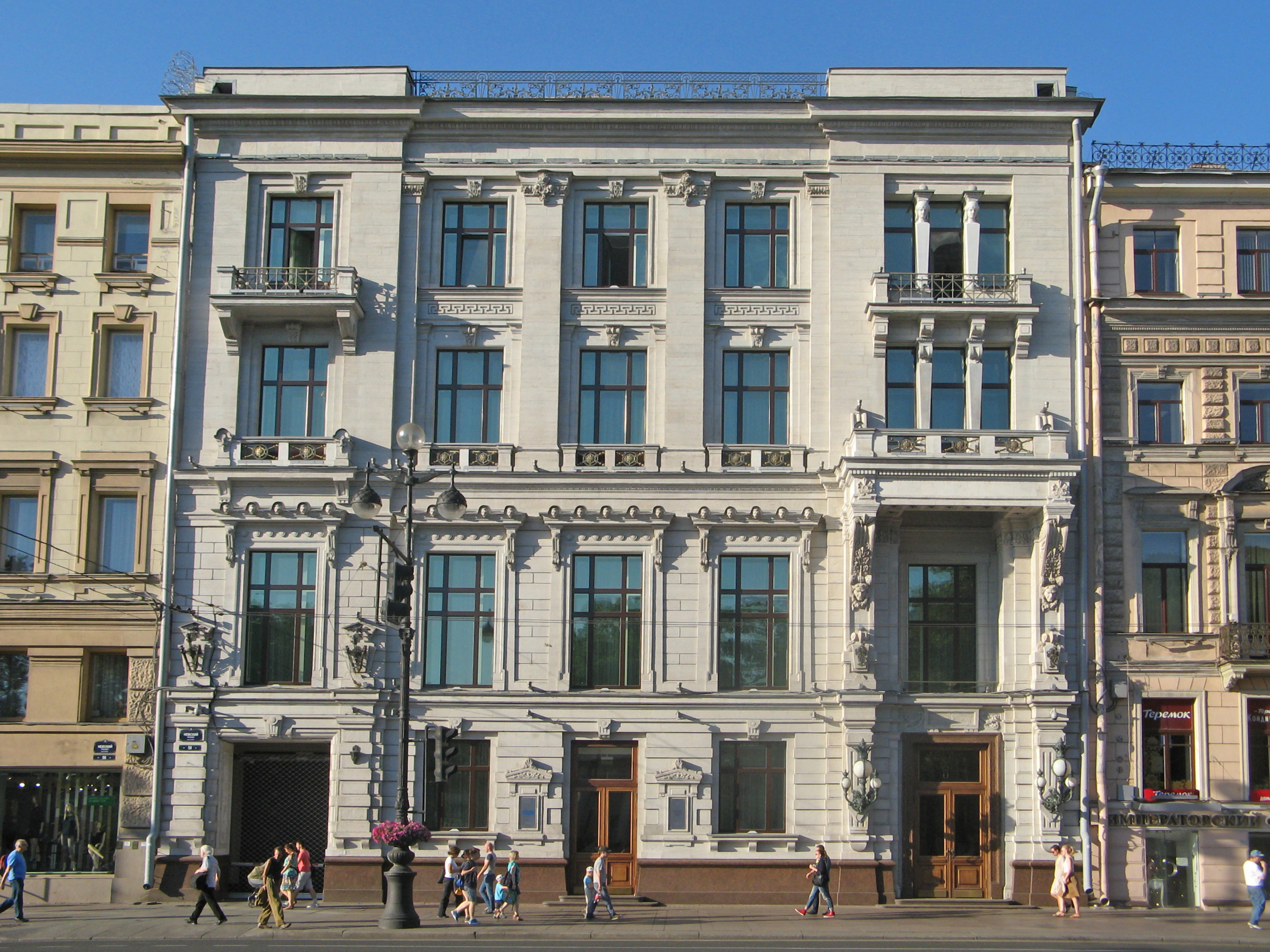
Była siedziba Międzynarodowego Banku w Petersburgu przy Newskim prosp. 58

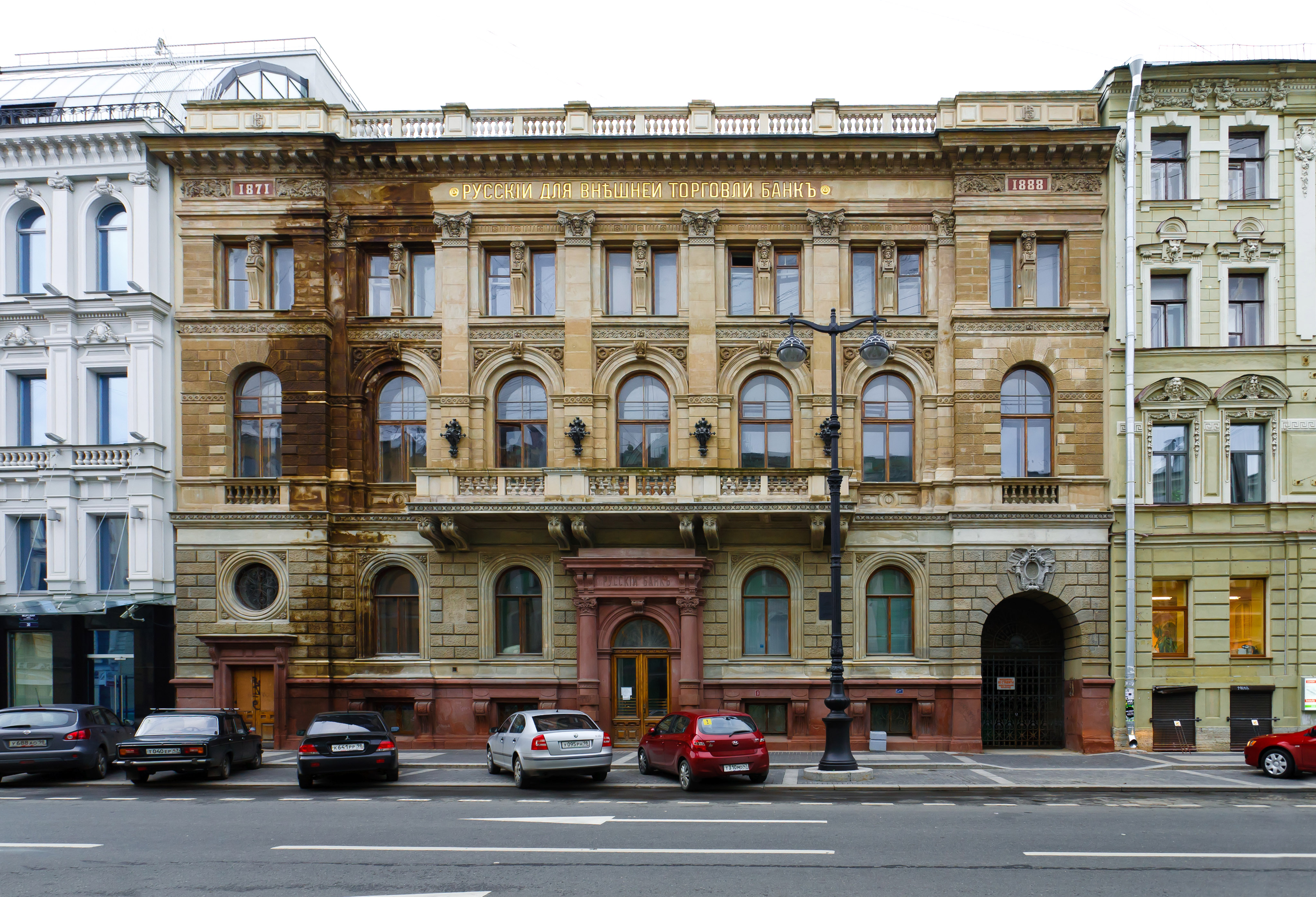
Była siedziba Rosyjskiego Banku Handlu Zagranicznego w Petersburgu przy B. Morskiej 32

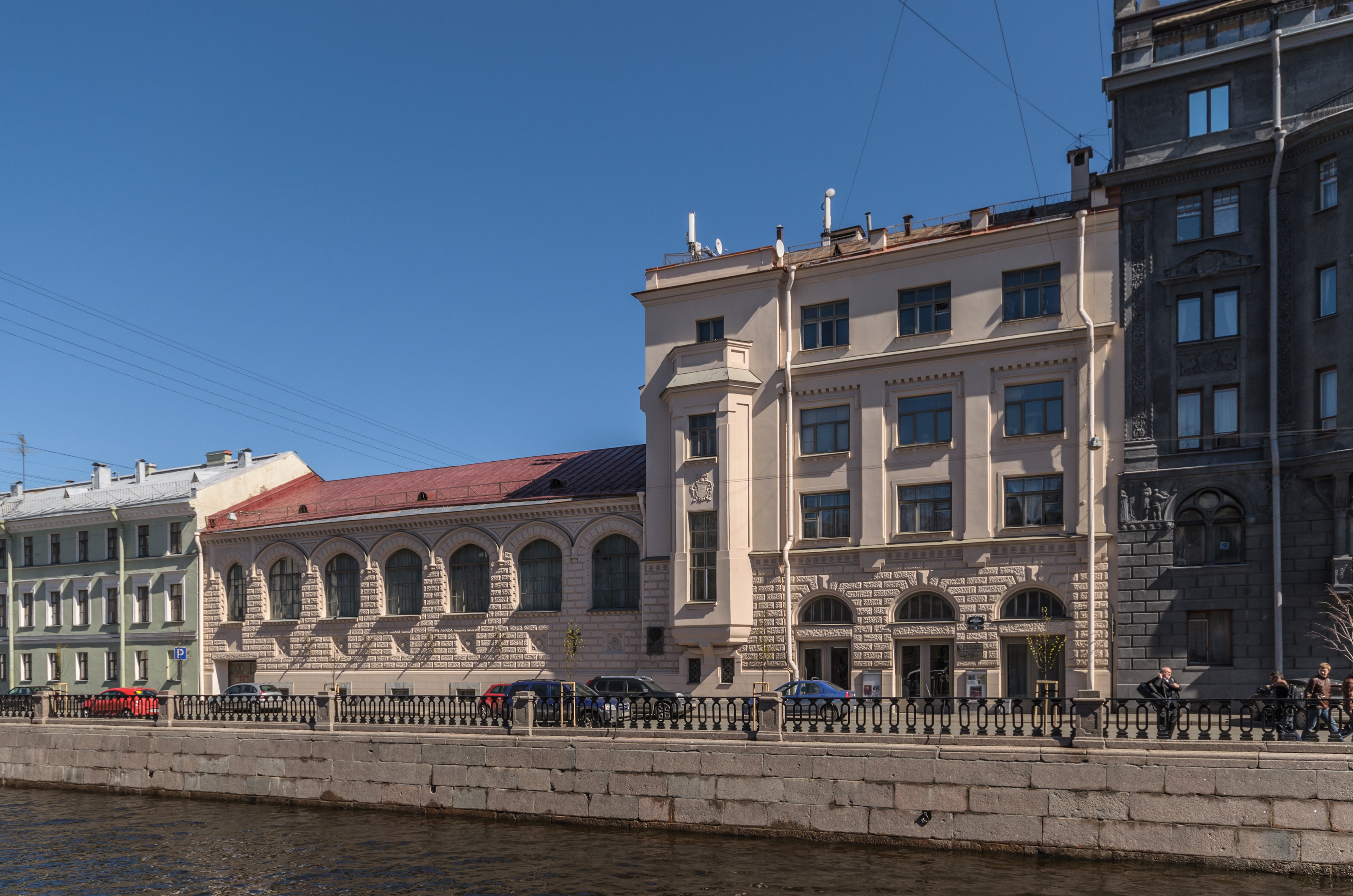
Dom Senatora Połowcowa w Petersburgu, b. siedziba Domu „Zgoda” (1917-1918)

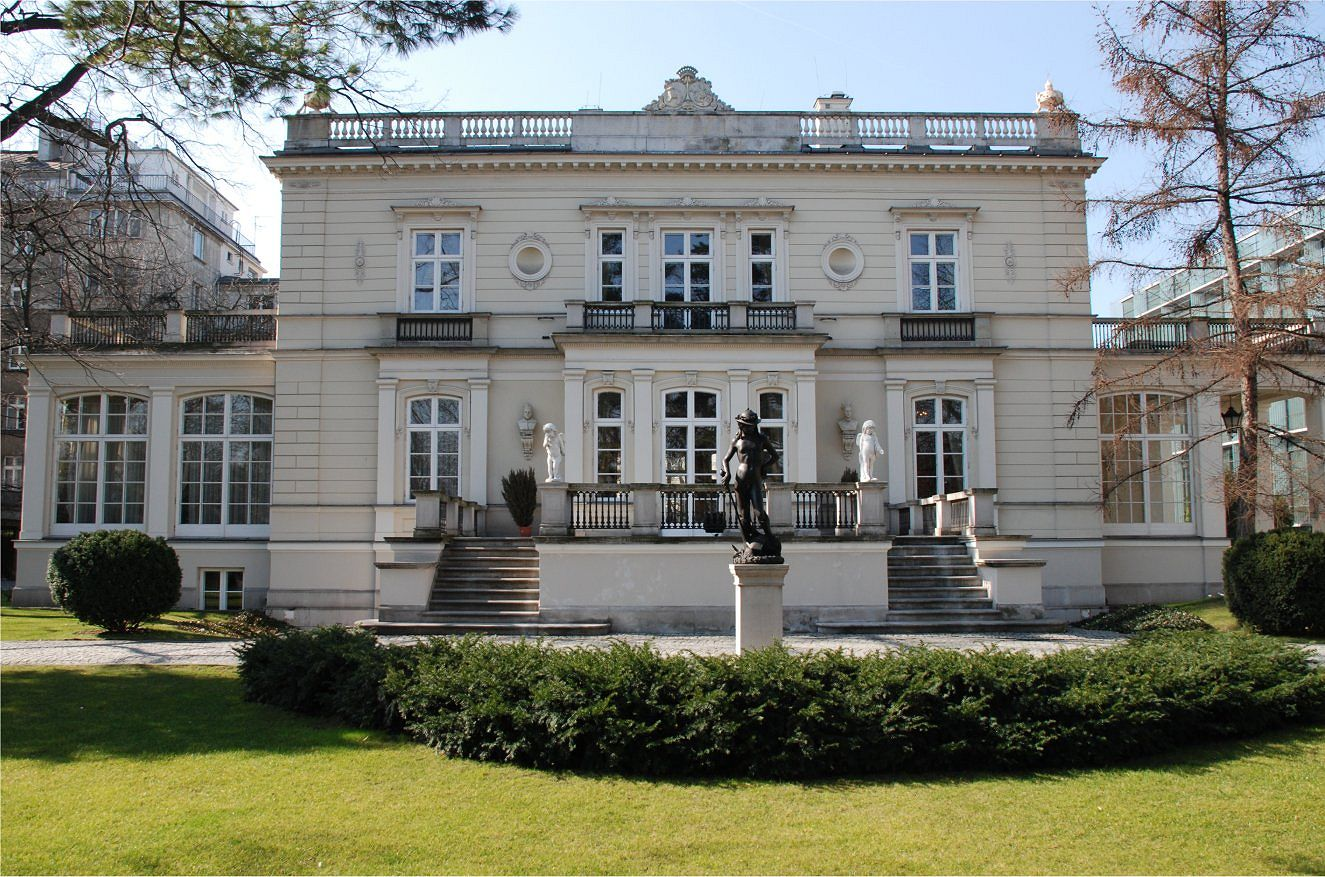
Warszawska rezydencja Karola Jaroszyńkiego w Pałacu Sobańskich (1921–1923)

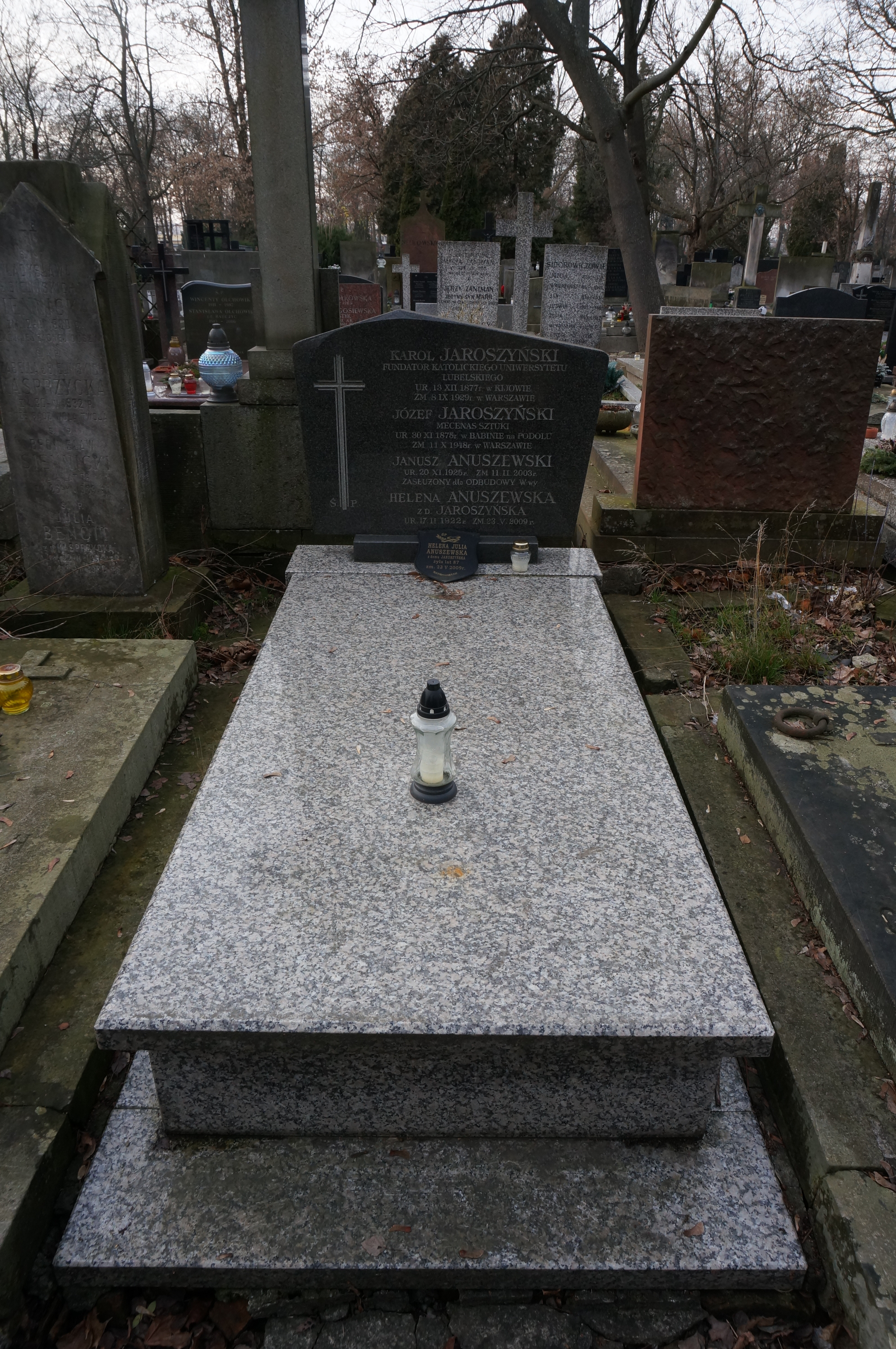
Grób Karola Jaroszyńskiego na cmentarzu Powązkowskim

Karol Jaroszyński, Karol Lucjan Jan Jaroszyński herbu własnego, ros. Карл Иосифович Ярошински, Charles Jaroszynski (ur. 1 grudnia?/13 grudnia 1878 w Kijowie, zm. 8 września 1929 w Warszawie) – polski przedsiębiorca, finansista i filantrop.

## Życiorys
Syn Józefa Klemensa Jaroszyńskiego herbu własnego (1826–1885), właściciela rozległych dóbr, szeregu cukrowni na Podolu i banku w Kijowie, i Karoliny Borsza-Drzewieckiej herbu Nałęcz (ok. 1837–1921). Uczęszczał do Szkoły Męskiej Towarzystwa Popierania Szkoły Średniej oraz Pierwszego Gimnazjum Klasycznego w Kijowie (do 1896); absolwent wydziału handlowego Szkoły Realnej w Moskwie (Московское реальное училище) (1899). Finansista z polskiej rodziny szlacheckiej, zamieszkałej na Podolu w okolicach Winnicy. Właściciel dóbr Antopol, Krzyżopol, Wapniarka. Nazywany też rosyjskim Vanderbiltem. W 1909 r. powiększył swój majątek rozbijając bank w Casino de Monte-Carlo – wygrał wówczas w ruletkę w przeliczeniu 774 kg złota (1 mln rubli). W marcu 1916 jego majątek oceniano na kwotę 26,1 mln rubli, 300 mln rub. w długach wekslowych oraz 950 mln rub. w złocie i nieruchomościach, łącznie 1 mld 276 mln rubli. Ostrożne szacując, byłoby to ponad 200 mld obecnych polskich zł. Można więc przyjąć, że był jednym z najbogatszych i wpływowych ludzi w Imperium Rosyjskim i najbogatszym Polakiem na przełomie XIX i XX wieku. Był wówczas największym właścicielem cukrowni w świecie, gdyż był właścicielem lub współwłaścicielem 53 cukrowni i rafinerii cukru m.in. w Gniewaniu, Czarnominie, Kordelewce, Tomaszpolu, Stepanówce, Woronowicy, Odessie, Mariańsku, Gorodiszczach, Tule, Czerkasach, Michajłowskim Chutorze, Woroneżu, Krupcu, Malowiskach, Makarińcu, Iwnii, Perewerziewce i Suprunówce; 12 banków, m.in.:
- Rosyjskiego Banku Handlowo-Przemysłowego w Petersburgu (Русский Торгово-промышленный банк) (55%-87% akcji),
- Rosyjskiego Banku Handlu Zagranicznego w Petersburgu (Русский для внешней торговли банк) (96%)
- Banku Rosyjsko-Azjatyckiego w Petersburgu (Русско-Азиатский банк),
- Międzynarodowego Banku w Petersburgu (Международный коммерческий банк) (65%),
- Prywatnego Banku Handlowego w Kijowie (Киевский Частный Коммерческий Банк) (96%),
- Zjednoczonego Banku w Moskwie (Соединённый банк) (57%),
- Syberyjskiego Banku Handlowego w Jekaterynburgu (Сибирский торговый банк).

Pozostawał także właścicielem
- szeregu kopalni m.in. w Gołowinówce,
- stalowni,
- towarzystw kolejowych m.in. Kolei Aczyńsko-Minusińskiej (Ачинско-Минусинская железная дорога),
- 2 towarzystw żeglugowych na Dnieprze - Pierwszej i Drugiej Spółek Żeglugi Naddnieprzańskiej (Первое общество пароходства по Днепру и его протокам, Второе Общество пароходства по Днепру и его притокам),
- naftowych np. Rosyjskiej Nafty (Русская нефть) oraz Ter Akopow (Тер-Акопов)
- ubezpieczeniowych,
- 8 fabryk przemysłu metalowego i maszynowego (2 w Kijowie - Fabryki Budowy Maszyn „Greter i Kriwanek” (Киевский машиностроительный завод Гретера, Криванека и К°), obecnie Pierwszy Kijewski Zakład Przemysłu Maszynowego (Первый киевский машиностроительный завод) i Fabryki Konstrukcji Maszyn) (1915-), Zakładów Mechanicznych Langensiepen Co.,
- Tkalni Lnu w Niżnym Nowogrodzie,
- cementowni,
- 2 luksusowych hoteli w Kijowie (np. Hotelu Europejskiego przy al. Chreszczatyk 2),
- wydawnictw prasowych „Nowoje Wriemia” (Новое Время) i „Birżewyje Wiedomosti” (Биржевые ведомости),
- połaci lasów - Moskiewskiej Kompanii Leśnej.

Dla zarządzania syndykatem Jaroszyński utworzył Radę, w której skład wchodziło 5 ministrów i 10 senatorów, m.in. były prezes Rady Ministrów Władimir Kokowcow (1853–1943) i były dyrektor departamentu policji Aleksiej Łopuchin (1864–1928). Bezpośrednia administracja majątkiem pod nazwą „Zarząd dóbr i interesów Karola Jaroszyńskiego” mieściła się w kijowskim Grand Hotelu w al. Chreszczatyk 22, zajmując dwa piętra (1917–1918).
Jaroszyński utrzymywał wiele obiektów na własne potrzeby i rodziny, np. pałaców – w Antopolu, 2 w Petersburgu, przy ul. Wielkiej Morskiej (ул. Большая Морская 52/наб. р. Мойки 97) (1916-) i na wyspie Kamiennej z 1912 (proj. Iwana А. Fomina) (1872–1936), w Kijowie przy Wale Jarosława 1 (Ярославов Вал) (1907-), domów w Odessie, Londynie przy Berkeley St. 7 (1919), willi „Mont Stuart” z 1894 we francuskim Beaulieu-sur-Mer (1910), Monte Carlo i Warszawie w Al. Ujazdowskich 13, 13 kamienic w Kijowie m.in. przy al. Chreszczatyk 12 (1882–1912) i 8 w Petersburgu.
Prowadził znaczącą działalność filantropijną. W 1917 nabył za 1 mln rubli dom senatora Połowcowa na potrzeby bursy dla polskich studentów przy Nab. Kriukowa 12 (Крюкова наб.к.) w Petersburgu (DS „Zgoda”). Wspierał utworzenie Uniwersytetu Lubelskiego. Był prezesem „Komitetu Organizacyjnego Uniwersytetu Katolickiego” i jednym z głównych (obok Franciszka Skąpskiego) fundatorów. Na jego powstanie wpłacił w latach 1918–1922 bardzo duże kwoty, a następnie wspierał go finansowo do końca życia.
Wg pogłosek kochał się w jednej z córek cara Mikołaja II Romanowa, ponoć z wzajemnością.
Według wspomnień Jałowieckiego, w 1917 r. Jaroszyński miał mieć kontakty z bolszewikami (możliwe, że dzięki domniemanej przynależności do masonerii) i mógł z wyprzedzeniem wiedzieć o planowanym przez nich przewrocie. Podczas wojny domowej w Rosji był uczestnikiem tzw. „intrygi bankowej”, której celem było finansowe wsparcie sił antybolszewickich przez aliantów. 14 grudnia 1917 r. komisja śledcza Piotrogrodzkiej Rady Delegatów Robotniczych i Żołnierskich wydała nakaz jego aresztowania. Ukrywał się przez pewien czas w mieście, w sierpniu 1918 r. wyjechał do Kijowa, a następnie do Odessy, skąd na wiosnę 1920 r. ewakuował się na pokładzie francuskiego torpedowca do Paryża, a po kilku miesiącach przeniósł się do Warszawy. Zamieszkał w pałacu Sobańskich.
Pełnił wówczas funkcje:
- doradcy finansowego Naczelnika Państwa Józefa Piłsudskiego (1921–1922)[4]
- dyrektora Banku Rosyjsko-Polskiego SA w Warszawie (1921–1923)[2]
- prezesa Banku Zjednoczonych Przemysłowców SA w Warszawie[13]
- prezesa Rady Banku Leśnego SA w Wilnie”[2].

W tym czasie był też głównym udziałowcem (56%) Banku Towarowego SA w Warszawie (1922). Jego działalność finansowa w Polsce nie powiodła się jednak i popadł w problemy finansowe. W 1923 r. wyjechał do Rzymu, w 1926 r. powrócił do Warszawy, zamieszkując w małym mieszkaniu przy ul. Smoczej 7. Po przekazaniu kolejnej darowizny na Katolicki Uniwersytet Lubelski w 1928 r. znalazł się w bardzo złej sytuacji materialnej.
Pod koniec życia cierpiał na problemy zdrowotne po zamachu na jego życie w Operze Paryskiej, gdzie ukłuto go zatrutą igłą, prawdopodobnie z powodu działalności antybolszewickiej.
Zmarł w szpitalu św. Ducha w Warszawie na dur brzuszny i został pochowany na cmentarzu Powązkowskim w grobowcu rodzinnym przy reprezentacyjnej al. Katakumbowej (filar 44), jednak wkrótce ciało przeniesiono do grobu w odległym miejscu cmentarza (kw. 227, rz. 3, m. 23).

## Odznaczenia
- Wielka Wstęga Orderu Świętego Grzegorza Wielkiego